# 梅開二度
梅開二度是一句成語，指同一件事成功地做到兩次，或指再婚。

## 典故
「梅開二度」是來自傳統戲曲劇目《二度梅》，而此戲曲乃取材自同名故事的古典小說。
當唐朝唐德宗在位期間，忠臣梅伯高一家人被奸相盧杞陷害，令到要滿門抄斬，只有兒子梅良玉成功逃走，後來他化名為王喜童掩人耳目。他一個人流落到街上，飢寒交迫之際，幸得陳日升（陳東初）把他收留，陳日升不知其身世，請他幫手打理陳府的梅花園，才不至餓死街頭。
陳日升是梅伯高的同窗好友，當時他被盧杞迫害的時候，就是被梅伯高所救，不過就是因此而令梅伯高與盧杞結下仇怨，最後更全家抄斬；陳日升因此而悲憤交加，於是辭官舉家歸隱揚州。
陳日升有女兒名陳杏元，有國色天香之貌，梅良玉去到陳家之後，兩個人一見鍾情。在一個梅花盛開的日子，亦是梅伯高的忌辰，陳日升與家人一起在家的梅花園處開壇悼念亡友兼恩人，怎料忽然間天色大變，更有大風雪，把梅花通通破壞，陳日升感慨自己能夠逃出生天，但卻係連梅家的後人都救不了，認為這是上天對他的警示，於是他發誓除非梅花再次開花証明梅家的後人還在世上，否則就遁入空門，削髮為僧。
他的女兒杏元聽到，即刻上香誠心祈求上天令梅花重開，他們的真誠感動了上天，梅花園的所有梅花樹都再次開花；後來陳日升知道原來喜童就是良玉，於是把女兒杏元許配給他。
因為此段典故，所以就有「梅開二度」此個成語。

## 其他用法

### 足球
在足球比賽中，形容足球運動員在一場賽事中進兩球。